# Propelente de aerosol
El propelente de aerosol es un gas que contiene finamente atomizado un líquido.
Desde el punto de vista físico, un aerosol es una suspensión de un líquido atomizado finamente en un gas (el propelente de aerosol), como por ejemplo la niebla.
Uno de los propelentes de aerosol que ha sido más utilizado es el CFC (clorofluorocarbono), en particular el R22, un derivado de hidrocarburo saturado de alta estabilidad. Actualmente el CFC está prohibido por el daño que provoca al ser liberado: al llegar a la estratósfera (50 km sobre el nivel del mar) interrumpe el ciclo de renovación del ozono, debilitando la capa de ozono.
Otro propelente utilizado por aerosoles es el butano. También se usan mezclas de gases como propano o butano para repeler mosquitos. 